# Yawini Island
Yawini Island är en ö i Fiji. Den ligger i divisionen Västra divisionen, i den norra delen av landet, 190 km nordväst om huvudstaden Suva.